# Carte de séjour retraité en France
En France, la carte de séjour « retraité » est un titre de séjour qui permet à un ressortissant étranger de rester sur le territoire français à certaines conditions.
Ce type de carte de séjour est prévu par l'article L317-1 du code de l'entrée et du séjour des étrangers et du droit d'asile (entré en vigueur en 2005).

## Conditions d'attribution
Pour bénéficier d'une carte de séjour « retraité », le ressortissant étranger doit remplir trois conditions :
- avoir résidé en France sous couvert d'une carte de résident ;
- avoir sa résidence habituelle hors de France ;
- avoir une pension de retraite en France.

## Droits ouverts par la carte
La carte mention « retraité » est valable dix ans. Elle peut être renouvelée.
Elle permet à l'étranger d'entrer à tout moment en France, sans avoir besoin de solliciter un visa, pour y séjourner au maximum pendant un an. 
En revanche, ce titre de séjour ne permet pas l'exercice d'une activité professionnelle.